# Zentyal
Zentyal es una solución de correo electrónico y groupware de código abierto, compatible de forma nativa con Microsoft Outlook®. Zentyal implementa protocolos Microsoft® Exchange sobre componentes estándares de código abierto (como Dovecot, Postfix, Samba, etc.) para proporcionar compatibilidad nativa con clientes Microsoft Outlook®. Los protocolos de correo electrónico y groupware soportados por Zentyal son MAPI, ActiveSync, EWS, SMTP, POP, IMAP, CalDAV, CardDAV y Active Directory.
Zentyal se distribuye en dos paquetes: Zentyal Server para PYMEs y Zentyal Cloud para proveedores de hosting. Zentyal Server tiene una edición de desarrollo que puede descargarse de forma gratuita y cuyo código fuente está disponible bajo los términos de la GNU General Public License.

## Principales características de Zentyal Server
- Compatibilidad nativa con los protocolos de Microsoft® Exchange Server.
- Soporte para Microsoft Outlook® 2007, 2010.
- Compatibilidad nativa con Microsoft Active Directory® 2008, 2008R2, 2012.
- Correo electrónico, calendarios, contactos.
- Sincronización con dispositivos móviles (soporte para ActiveSync®).
- Antivirus y antispam.
- Empaquetado en un servidor basado en Ubuntu, que incluye controlador de dominio y servicio de directorio, servicios básicos de redes y cortafuegos.

## Desarrollo
Zentyal usa un modelo de software libre, con todo el código abierto disponible para sus usuarios.

### Diseño
Zentyal es una aplicación web que usa el servidor web NGINX con mod perl como estrato y componentes Mason como bloques de construcción, principalmente escrito en Perl orientado a objetos, con algunas mejoras visuales con Javascript.
Su diseño incorpora técnicas de programación modernas como:
- Patrones de diseño: un patrón de diseño observador usado principalmente para integrar diferentes módulos en Zentyal. Por ejemplo, cada servicio informa sobre que puertos necesitan que estén abiertos. Además, un patrón Singleton se usa para almacenar la configuración y comportamiento global.
- Desacoplamiento de la lógica y presentación: la interfaz de usuario usa CSS y AJAX, e incluye varios componentes Mason, como una tabla genérica usada para configurar servicios. La lógica del programa reside en los paquetes de las bibliotecas y en el código CGI.
- Tolerancia a fallos: los errores y avisos se manejan a través de excepciones software, yendo desde el núcleo hasta la rutina manejadora.

También ofrece la arquitectura para la búsqueda de errores, integrando la distribución de la pila de ejecución del intérprete de Perl 5.
Cada proceso de cada servicio se monitoriza por si este muere y es relanzado automáticamente.

### Componentes de software libre
Zentyal se construye sobre componentes comunes y estables de software libre:
- OpenSSL
  - Criptografía
- Netfilter/iptables
  - Cortafuegos
  - Traducción de direcciones de red
- BIND
  - Servidor de nombres de dominio
- Postfix
  - Servidor de correo electrónico
- Ntpd
  - Sincronización de fecha y hora
- OpenVPN
  - Redes privadas virtuales
- Samba
  - Almacenamiento compartido
  - Autentificación compartido para clientes Windows
- Sistema de impresión común de Unix (CUPS)
  - Impresoras compartidas
- Advanced Packaging Tool (APT)
  - Instalación y actualización de software
- Dovecot
  - Servidor de IMAP y POP3

La distribución completa usa Ubuntu 18.04 LTS (Bionic Beaver).

## Comunidad
La comunidad principal de Zentyal se encuentra en el Foro de Soporte de Zentyal.
La inclusión de Zentyal (eBox Platform) en Ubuntu Gutsy Gibbon fue precedida por algunos comentarios en la comunidad Ubuntu Forums.
Hay también un grupo muy activo de usuarios de Linkstation que consiguieron portar eBox Platform a un PowerPC.

## Protocols Plugfest
En mayo de 2015, Zentyal organizó, patrocinada por Microsoft, la primera Protocols Plugfest en Europa, enfocada a comunidades y empresas tecnológicas de código abierto para presentar, probar e intercambiar contenidos e ideas técnicas sobre protocolos abiertos e interoperabilidad.

## Concurso de acreedores y condena judicial
En 2016 Zentyal S.L. entró en concurso de acreedores. En 2019 su dirección fue condenada por administración desleal por apropiación de fondos de la empresa.

## Documentación

### Usuarios
- Guía de instalación: tiene las instrucciones para los diferentes métodos de instalación de Zentyal como el CD y los paquetes de Ubuntu, cómo conseguir el código fuente y ejecutar Zentyal desde cero.[5]
- Documentación oficial para Zentyal (disponible en inglés y en español): dirigida a usuarios de Zentyal, introduce los conceptos y la terminología, explicando los diferentes servicios y casos de uso.[6]
- Documentos adicionales: Lista completa de la documentación disponible, incluyendo How-tos, Preguntas frecuentes, Screencasts y otros documentos.[7]
- Referencia de API: descripción y parámetros de clases y métodos.

### Desarrolladores
- Instrucciones para los desarrolladores: Tutoriales y consejos dirigidos a los desarrolladores del software, incluyendo una guía de desarrollo del módulos, instrucciones cómo crear los paquetes de Zentyal para Debian o un entorno de desarrollo.[8]

### Oficiales
- Página oficial del proyecto (en inglés)
- Página de colaborativa del proyecto (en inglés)
- Página de internacionalización (en inglés)
- Página de la empresa que financia el proyecto

### Otros
- Informe de Ohloh de eBox platform (en inglés)
- "Usando eBox como Controlador Primario de Dominio" en Howtoforge" (en inglés)
- "Ejecutando un servidor de ficheros, impresoras, proxy, DHCP y servidor de tiempo para la pequeña y mediana empresa" en Howtoforge" (en inglés)
- eBox en el foro de Linkstation (enlace roto disponible en Internet Archive; véase el historial, la primera versión y la última). (en inglés)

- Datos: Q191297
- Multimedia: Zentyal / Q191297